# Liste der Mitglieder der American Academy of Arts and Sciences/1867
Im Jahr 1867 wählte die American Academy of Arts and Sciences 12 Personen zu ihren Mitgliedern.

## Neugewählte Mitglieder
- Horace Binney (1780–1875)
- Charles Edouard Brown-Sequard (1817–1894)
- James Mason Crafts (1839–1917)
- Gustavus Hay (1830–1908)
- Rowland Gibson Hazard (1801–1888)
- Richard Manning Hodges (1827–1896)
- Daniel Lord (1795–1868)
- Charles Santiago Sanders Peirce (1839–1914)
- Edward Charles Pickering (1846–1919)
- John Rodgers (1812–1882)
- Edward Sabine (1788–1883)
- John Lawrence Smith (1818–1883)